# Union Square
A Union Square é uma praça e um bairro localizado em Manhattan, Nova Iorque. É ladeada pela Broadway e pela Park Avenue.
O bairro foi designado, em 9 de dezembro de 1997, um local do Registro Nacional de Lugares Históricos bem como, na mesma data, um Marco Histórico Nacional.